# Коул, Франк
Франк Коул (26 марта 1954, Саскачеван — октябрь 2000, Томбукту или Мали) — канадский кинорежиссёр-документалист, кинооператор, путешественник-исследователь.
Родился в канадской провинции Саскачеван в семье дипломата. Вместе с отцом путешествовал по странам, где он работал: Пакистан, Афганистан, Чехословакия, Швейцария, Южно-Африканская Республика.
Языки изучал в Карлтонском университете. Кинопроизводство изучал в Algonquin College.
В 1990 году предпринял путешествие на верблюдах через Сахару от Атлантического океана до Красного моря, был занесён за это путешествие в книгу рекордов Гиннесса.
В октябре 2000 года был убит племенем туарегов возле Томбукту.